# Xyrauchen texanus
Xyrauchen texanus es una especie de peces de la familia Catostomidae en el orden de los Cypriniformes.

## Morfología
• Los machos pueden llegar alcanzar los 91 cm de longitud total.

## Depredadores
En los Estados Unidos es depredado por Lepomis cyanellus ,Cyprinella lutrensis ,Pimephales promelas ,Richardsonius balteatus,Ictalurus punctatus y Pylodictis olivares .

## Hábitat
Es un pez de agua dulce y de clima templado.

## Distribución geográfica
Se encuentran en Norteamérica: antes se extendía en la  cuenca del río Colorado desde Wyoming y Colorado (Estados Unidos ) hasta Baja California (México), pero actualmente sólo se encuentra en el río Colorado a su paso por Gran Cañón y los lagos  Mead,  Mohave y  Havasu (Estados Unidos ).